# Yèvre-la-Ville
Yèvre-la-Ville – miejscowość i gmina we Francji, w Regionie Centralnym, w departamencie Loiret.
Według danych na rok 1990 gminę zamieszkiwało 698 osób, a gęstość zaludnienia wynosiła 26 osób/km² (wśród 1842 gmin Regionu Centralnego Yèvre-la-Ville plasuje się na 546. miejscu pod względem liczby ludności, natomiast pod względem powierzchni na miejscu 427.).